# Kostas Tsimikas
Konstantinos Tsimikas (* 12. května 1996 Soluň) je řecký profesionální fotbalista, který hraje na pozici levého obránce za anglický klub Liverpool FC a za řecký národní tým.
Tsimikas začal v řeckém Olympiakosu, odkud odešel na hostování do dánského Esbjergu a nizozemského Willemu II. V roce 2020 přestoupil do Liverpoolu.

## Klubová kariéra
Tsimikas se narodil ve městě Soluň. Ve čtrnácti letech se dostal do akademie AS Neapoli Thessaloniki, odkud se v roce 2013 přesunul do Panserraikos FC.

### Olympiakos
Tsimikas debutoval v řecké nejvyšší soutěži v dresu Olympiakosu 19. prosince 2015 v zápase proti AEL Kallonis.

#### Esbjerg (hostování)
V lednu 2017 odešel Tsimikas na půlroční hostování do dánského klubu Esbjerg fB. Při svém debutu, 17. února 2017, se střelecky prosadil při domácí výhře 3:0 nad SønderjyskE.

#### Willem II (hostování)
Dne 30. června 2017 odešel Tsimikas na další hostování, tentokráte se na rok upsal nizozemskému Willemu II. V průběhu sezóny se objevil v základní sestavě v 32 z 34 ligových zápasů. Ve čtvrtfinále KNVB Cupu proměnil v 62. přímý kop, vyrovnal skóre a poslal zápas do prodloužení. Willem II nakonec porazil Roda JC Kerkrade po penaltách. Tsimikasovy nůžky, které dal při výhře 3:2 nad Utrechtem, byly označeny za nejkrásnější gól měsíce.

#### Návrat do Olympiakosu
V listopadu 2018 asistoval na branku Kostase Fortounise v zápase Evropské ligy proti F91 Dudelange; oba hráči se dostali do nejlepší jedenáctky týdne v soutěži.

### Liverpool
Dne 11. srpna 2020 přestoupil Tsimikas do angluckého Liverpoolu za částku okolo 12 milionů euro. Stal se, po Sotirisovi Kyrgiakosovi, teprve druhým Řekem v dresu Reds. Debutoval 24 září 2020 v zápase EFL Cupu proti Lincolnu City, při výhře 7:2.
V Premier League se poprvé objevil 7. února 2021, když na posledních 5 minut vystřídal Andrewa Robertsona při prohře 1:4 proti Manchesteru City. 14. srpna nastoupil poprvé v lize v základní sestavě, a to při výhře 3:0 nad Norwich City FC v prvním kole sezóny 2021/22.

## Reprezentační kariéra
Tsimikas byl poprvé povolán do řecké reprezentace na zápasy Ligy národů proti Maďarsku a Finsku v říjnu 2018. Debutoval v zápase proti Maďarsku, ve kterém asistoval Kostasovi Mitroglou na jedinou branku utkání.

## Statistiky

### Klubové
K 19. únoru 2022
| Klub              | Sezóna  | Liga            | Liga   | Liga | Národní pohár | Národní pohár | Ligový pohár | Ligový pohár | Evropské poháry | Evropské poháry | Celkem | Celkem |
| Klub              | Sezóna  | Liga            | Zápasy | Góly | Zápasy        | Góly          | Zápasy       | Góly         | Zápasy          | Góly            | Zápasy | Góly   |
| ----------------- | ------- | --------------- | ------ | ---- | ------------- | ------------- | ------------ | ------------ | --------------- | --------------- | ------ | ------ |
| Olympiakos        | 2015/16 | Řecká Superliga | 3      | 0    | 6             | 0             | —            | —            | 0               | 0               | 9      | 0      |
| Olympiakos        | 2016/17 | Řecká Superliga | 1      | 0    | 2             | 0             | —            | —            | 0               | 0               | 3      | 0      |
| Olympiakos        | 2018/19 | Řecká Superliga | 15     | 0    | 4             | 0             | —            | —            | 9               | 0               | 28     | 0      |
| Olympiakos        | 2019/20 | Řecká Superliga | 27     | 0    | 3             | 0             | —            | —            | 16              | 0               | 46     | 0      |
| Olympiakos        | Celkem  | Celkem          | 46     | 0    | 15            | 0             | —            | —            | 25              | 0               | 86     | 0      |
| Esbjerg (host.)   | 2016/17 | Superligaen     | 13     | 2    | 0             | 0             | —            | —            | —               | —               | 13     | 2      |
| Willem II (host.) | 2017/18 | Eredivisie      | 33     | 3    | 4             | 3             | —            | —            | —               | —               | 37     | 6      |
| Liverpool         | 2020/21 | Premier League  | 2      | 0    | 0             | 0             | 1            | 0            | 4               | 0               | 7      | 0      |
| Liverpool         | 2021/22 | Premier League  | 10     | 0    | 2             | 0             | 3            | 0            | 3               | 0               | 18     | 0      |
| Liverpool         | Celkem  | Celkem          | 12     | 0    | 2             | 0             | 4            | 0            | 7               | 0               | 25     | 0      |
| Celkem            | Celkem  | Celkem          | 104    | 5    | 21            | 3             | 4            | 0            | 32              | 0               | 161    | 8      |

### Reprezentační
K 14. listopadu 2021
| Řecko  | Řecko  | Řecko |
| Rok    | Zápasy | Góly  |
| ------ | ------ | ----- |
| 2018   | 2      | 0     |
| 2019   | 1      | 0     |
| 2020   | 3      | 0     |
| 2021   | 10     | 0     |
| Celkem | 16     | 0     |

## Ocenění

### Klubová

#### Olympiakos
- Řecká Superliga: 2015/16, 2019/20[1]
- Řecký fotbalový pohár: 2019/20[1]

### Individuální
- Řecký fotbalista roku: 2019/20[21]
- Jedenáctka sezóny Řecké Superligy: 2019/20[22]